# Leif Esper Andersen
Leif Esper Andersen (6. januar 1940 i Borup – 7. marts 1979) var en dansk lærer, billedkunstner og forfatter.
Han blev uddannet som lærer fra Skive Seminarium i 1962, men blev pensioneret tidligt som i 1972 på grund af astma. Han debuterede i 1972 med romanen Heksefeber, som er hans mest berømte bog, og også oversat til norsk med samme titel. Bogen blev tildelt Danmarks Lærerforenings jubilæumspris. 
To af hans skuespil er blevet opført på Hålogaland teater og et på Sogn og Fjordane teater.